# Jacques-Marie Hénon
Pour les articles homonymes, voir Hénon.
Jacques-Marie Hénon (né à Surques en Picardie le 14 janvier 1749 et mort à Lyon le 7 mai 1809) est un vétérinaire, ornithologue, taxidermiste et botaniste français.

## Éléments biographiques
Après avoir reçu l'enseignement d'un curé de campagne dans sa Picardie natale, Jacques-Marie Hénon entre à l'école vétérinaire d'Alfort en 1768. Claude Bourgelat l'attache rapidement à Honoré Fragonard, et le nomme professeur d'anatomie en 1774. Hénon est envoyé comme professeur à l'école vétérinaire de Lyon en 1780, et en devient sous-directeur. De 1800 à sa mort en 1809, après une longue maladie, il est membre de l'Académie des sciences, belles-lettres et arts de Lyon.

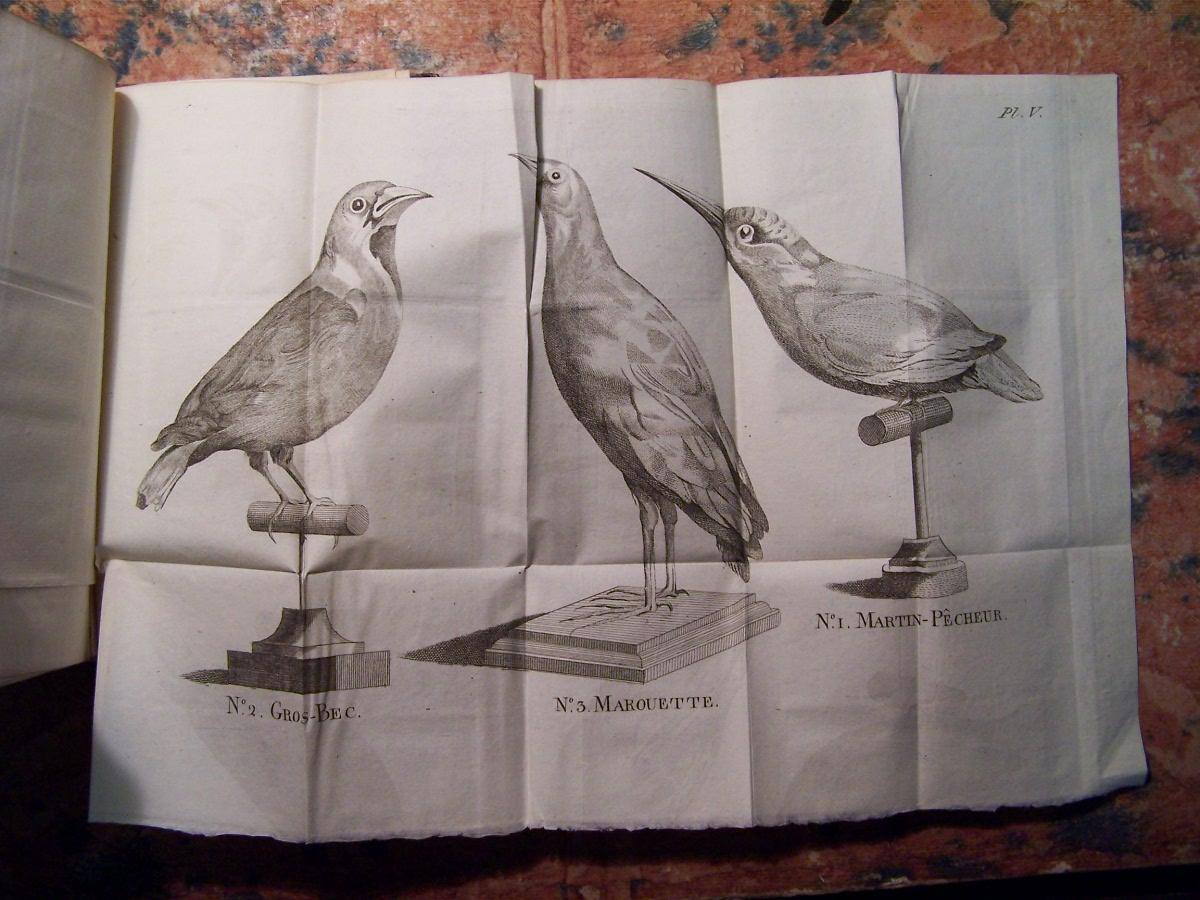
Planche V de L'Art d'empailler les oiseaux.

Il est l'auteur, avec Mouton-Fontenille, d'un manuel de taxidermie des oiseaux et d'un herbier d'oiseaux, longtemps attribué erronément à l'abbé Dominique Chaix, conservé au Musée Muséum départemental des Hautes-Alpes.
Jacques-Marie Hénon est le père de Jacques Louis Hénon, homme politique, médecin et botaniste.

## Œuvres
- Jacques-Marie Hénon et Marie Jacques Phillippe Mouton-Fontenille, Observations et expériences sur l'art d'empailler et de conserver les oiseaux, Lyon, Bruyset, an 9 [1801], vi, 98
- Jacques-Marie Hénon et Marie Jacques Phillippe Mouton-Fontenille, L'art d'empailler les oiseaux, contenant des principes nouveaux et sûrs pour leur conserver leurs formes et leurs attitudes naturelles, avec la méthode de les classer d'après le systême de Linné..., Lyon, Bruyset, an 10 [1802], seconde éd., xvi, 283, 5 pl. (lire en ligne)

### Note
1. ↑  À l'époque écrit indifféremment Surgues ou Surques, voir Jean-Joseph Expilly, Dictionnaire géographique, historique et politique des Gaules et de la France: R - S, vol. 6, Amsterdam, 1770 (lire en ligne), p. 1058.